# 德拉埃薩馬爾
36°16′25″N 2°43′01″E / 36.27361°N 2.71694°E

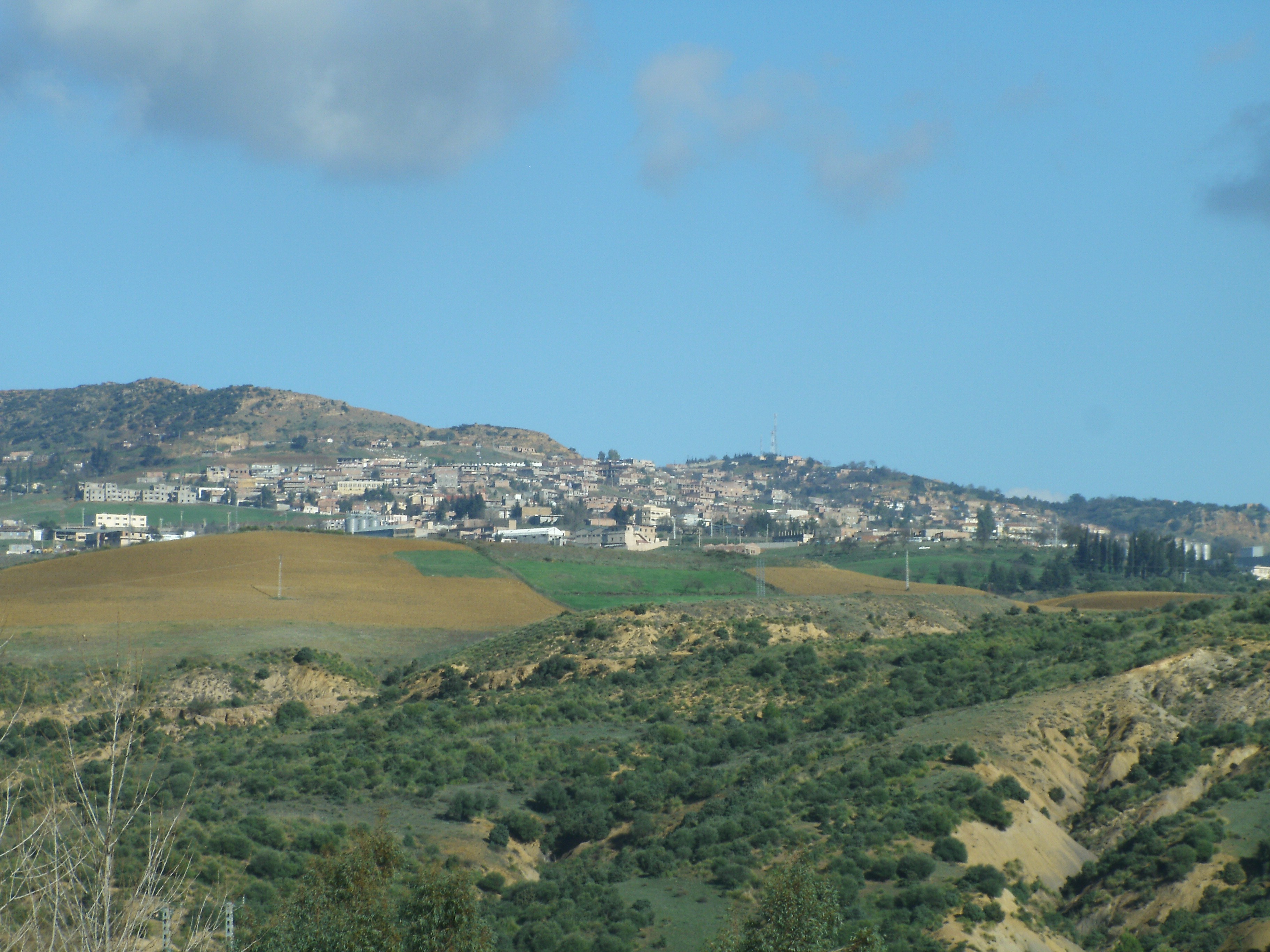

德拉埃薩馬爾（阿拉伯语：‎），是阿爾及利亞的城鎮，位於該國北部麥迪亞省，由麥迪亞區負責管轄，面積40平方公里，海拔高度806米，2008年人口9,661，人口密度每平方公里242人。